# Butylkaučuk
Butylkaučuk, neboli také isobutylen-isoprenový kaučuk (IIR), je syntetický kaučuk, který se vyrábí kopolymerací isobutylenu s poměrně malým množstvím isoprenu.
Isobutylen (C(CH3)2=CH2) a isopren (CH2=C(CH3)CH=CH2) se získává tepelným krakováním zemního plynu.
Výroba butylkaučuku probíhá kationtovou kopolymerací vinylových monomerů isobutylenu a malého množství isoprenu.

## Vlastnosti
- Butylkaučuk jako jediný elastomer je nepropustný pro plyny.
- Má dobré elektrické izolační vlastnosti.
- Je chemicky inertní a odolává ozonu, oxidaci a teplu.
- Je použitelný v rozmezí −45 °C až 121 °C.
- Teplota skelného přechodu je −75 °C[1][3]

## Příprava
Butylkaučuk vzniká kationtovou kopolymerací isobutylenu s izoprenem. Řetězce se skládají z isobutylenových jednotek, mezi nimiž jsou nahodile rozmístěny izoprenové jednotky vázané převážně v poloze trans-1,4.
K isobutylenu se přidává 1–2 % isoprenu a vzniká tak isobutylen-isoprenový kopolymer. Isopren se zde přidává kvůli přítomnosti dvojných vazeb, které jsou schopny pro vulkanizační síťování sírou. Samotná polymerace se provádí za nízkých teplot aby byla zaručena kontrola reakce a zamezilo se vedlejším reakcím, neboť je exotermní, tudíž se generované teplo musí odvádět, aby se byla rovnováha posunuta směrem k produktům.
Praktický aspekt nízkoteplotní polymerace je také ten, že vycházející polymer je podchlazen pod teplotu skelného přechodu, a tudíž je s ním jednodušší manipulace a nelepí se na provozní pás.

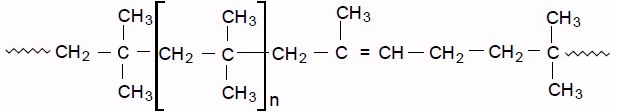
Butylkaučuk

## Historie
Isobutylen-isopren byl poprvé syntetizován v roce 1931, ale teprve v roce 1937 byl zpracován do kaučukového stavu. Bylo to v laboratořích americké firmy Standard Oil Company pod vedením chemiků Roberta Thomase a Williama Sparkse.
První pokusy o přípravu butylkaučuku byly spojeny s polymerizací dienů, Sparks s Thomasem se ovšem rozhodli pro odlišný postup, a to pro kopolymerizaci isobutylenu s malým množstvím (<2%) isoprenu.
Po odstranění počátečních obtíží se butylkaučuk stal důležitým ve válečném úsilí spojenců, používal se například jako náhrada přírodního kaučuku při výrobě pneumatik.
Po válce tento kaučuk dostal komerční jméno „Polysar“. V současnosti vlastní firma Bayer AG licenci na výrobu tohoto kaučuku. Tato firma vznikla z bývalého koncernu IG Farben jehož laboratoře položily základ pro výzkum Sparkse s Thomasem.

## Využití butylkaučuku
Butylkaučuk má široké spektrum využití hlavně díky své velmi nízké propustnosti pro plyny, což z něj dělá ideální kaučuk na výrobu např. duší pneumatik, stavebních izolačních materiálů atd.

### Gumárenský průmysl
Hlavním produktem jsou bezdušové pneumatiky pro osobní automobily, či závodní horská kola.
Ve srovnání s přírodním kaučukem má butylkaučuk větší odolnost proti povětrnostní degradaci, ale zase je více náchylný k propíchnutí, či roztržení.

### Automobilový průmysl
Butylkaučuk velice dobře tlumí nárazy, a proto se často využívá pro úchyty karoserie, pouzdra odpružení osobních i nákladních vozidel

### Sportovní vybavení
Využívá se pro vnitřní část nafukovacích míčů, např. fotbalový, basketbalový či volejbalový míč atd.

### Stavební průmysl
Široké využití hlavně izolačních materiálů: hydroizolační materiály vodních nádrží, izolační tmely oken, střešní fólie atd.

### Vojenský průmysl
Výroba obručí plynových masek pro svou nepropustnost plynů.
Dále se butylkaučuk používá na uzávěry různých láhví, či lahviček. Nebo také v potravinářském průmyslu na výrobu žvýkaček. 

## Výrobci
Světová výroba dosahuje 1100 kilotun butylkaučuku ročně. Největším světovým výrobcem je firma Exxon Chemicals, ta produkuje 50% všeho vyrobeného butylkaučuku. Firma Bayer se svým produktem Polysar (obchodní název) zastává 38% světové produkce a zbylých 12% drží Společenství nezávislých států a Rumunsko. V současné době je v plánu navýšení kapacit výroby ve společenství nezávislých států, což by znamenalo navýšení celosvětové produkce o 15%. 